# Luc Durand (architecte)
Pour les articles homonymes, voir Luc Durand et Durand.
Luc Durand, né à Montréal, dans le quartier Notre-Dame-de-Grâce en 1929, est un architecte canadien. Il est décédé le 24 mars 2018.

## Hommages
« Luc Durand est d'une génération pour laquelle l'architecture était une mission sociale. Son principe était d'améliorer la société. Aujourd'hui, il y a un certain pragmatisme alors qu'à l'époque, on mettait les idéaux en application. Il est le dernier représentant du fait-main. »

— Étienne Desrosiers, commissaire de l'exposition à Repentigny

## Expositions
- 2012, Monuments 1959-2012 de Luc Durand, architecte, et Étienne Desrosiers, commissaire.  Centre d'exposition de Repentigny
- 2014, Exposition ÉLECTRON LIBRE: LUC DURAND, ARCHITECTE[4]
- 2017, Exposition  Électron libre sur l’architecte Luc Durand[5]

## Œuvres

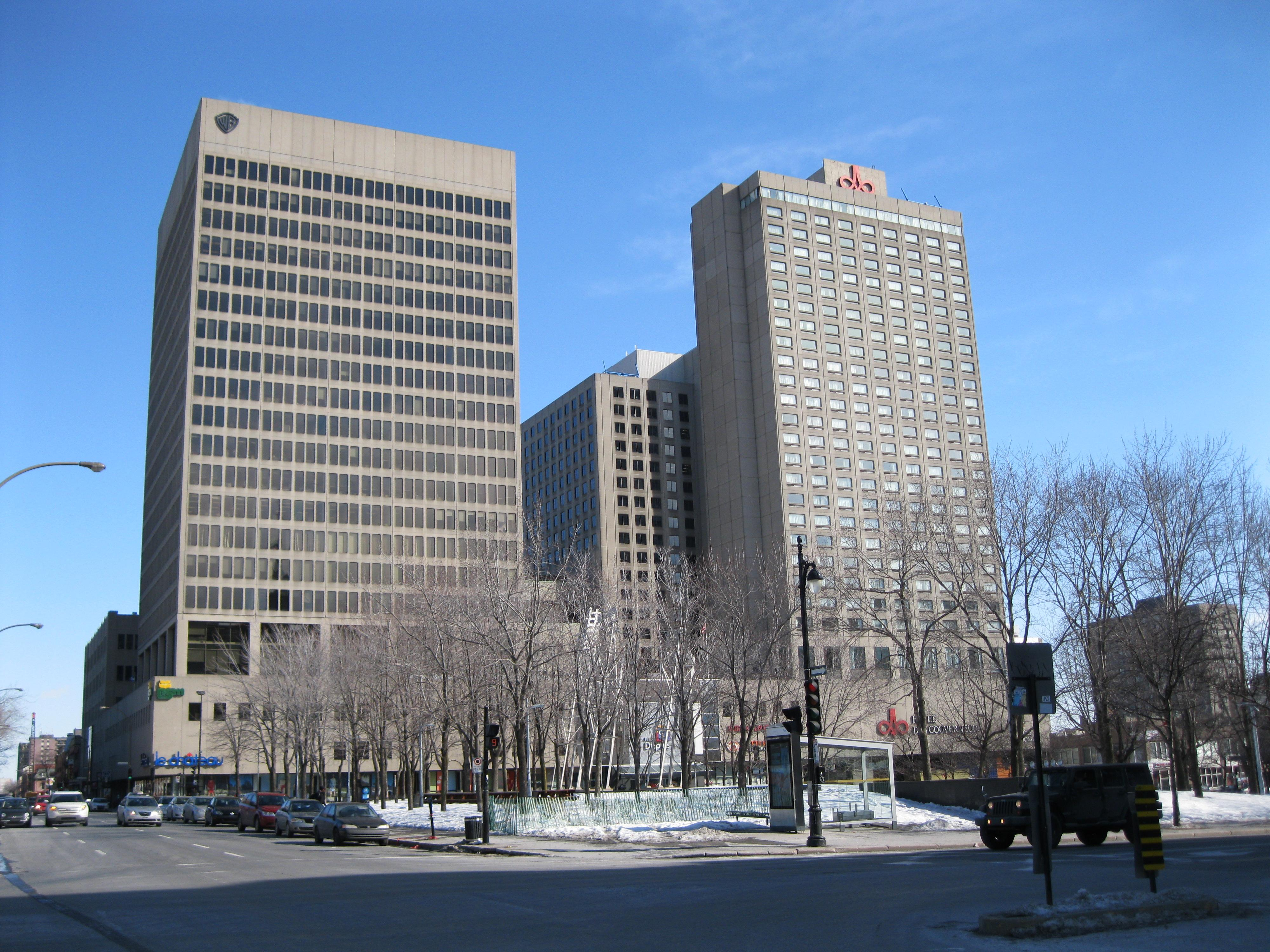
Place Dupuis, Montréal

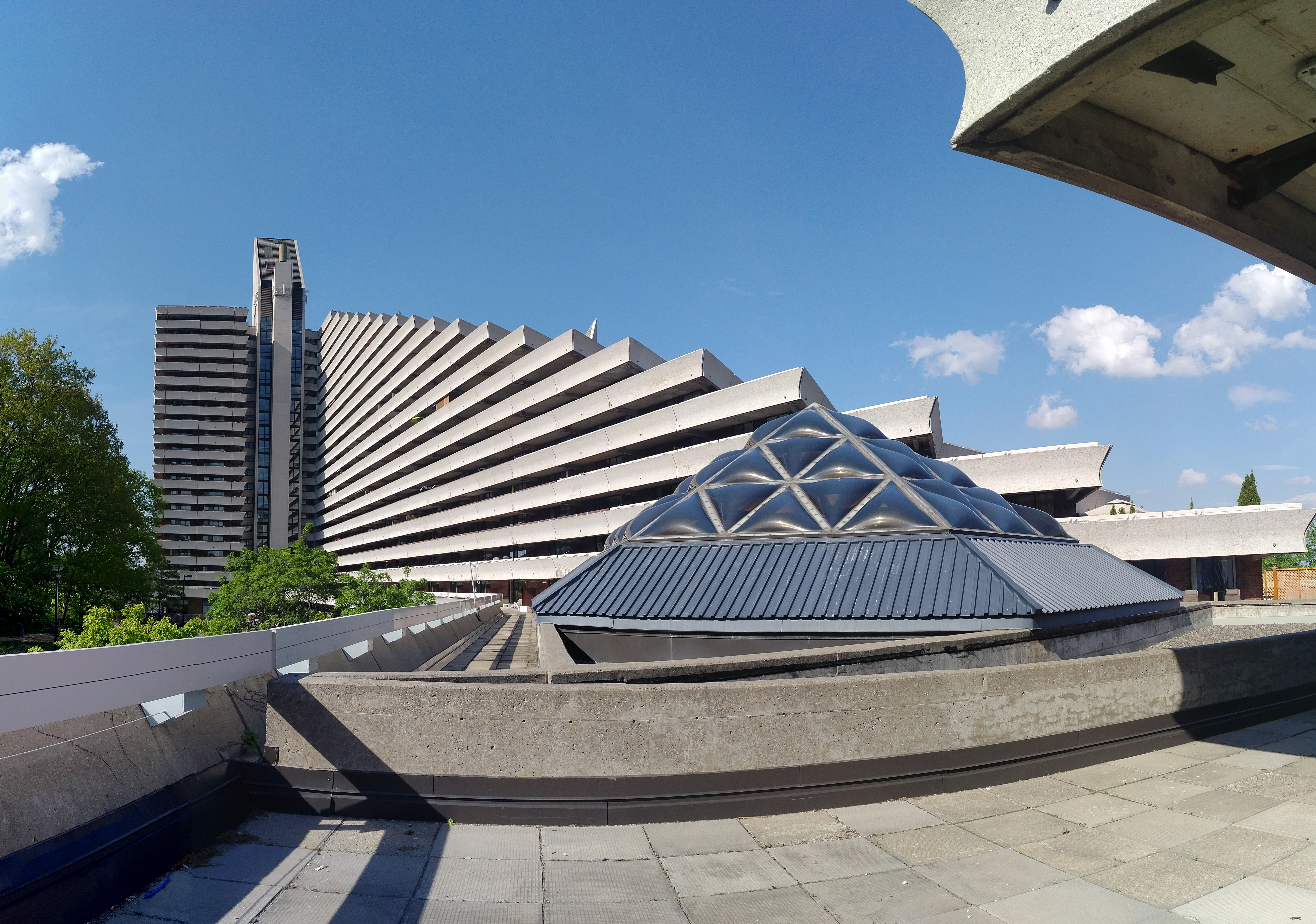
Village Olympique de Montréal

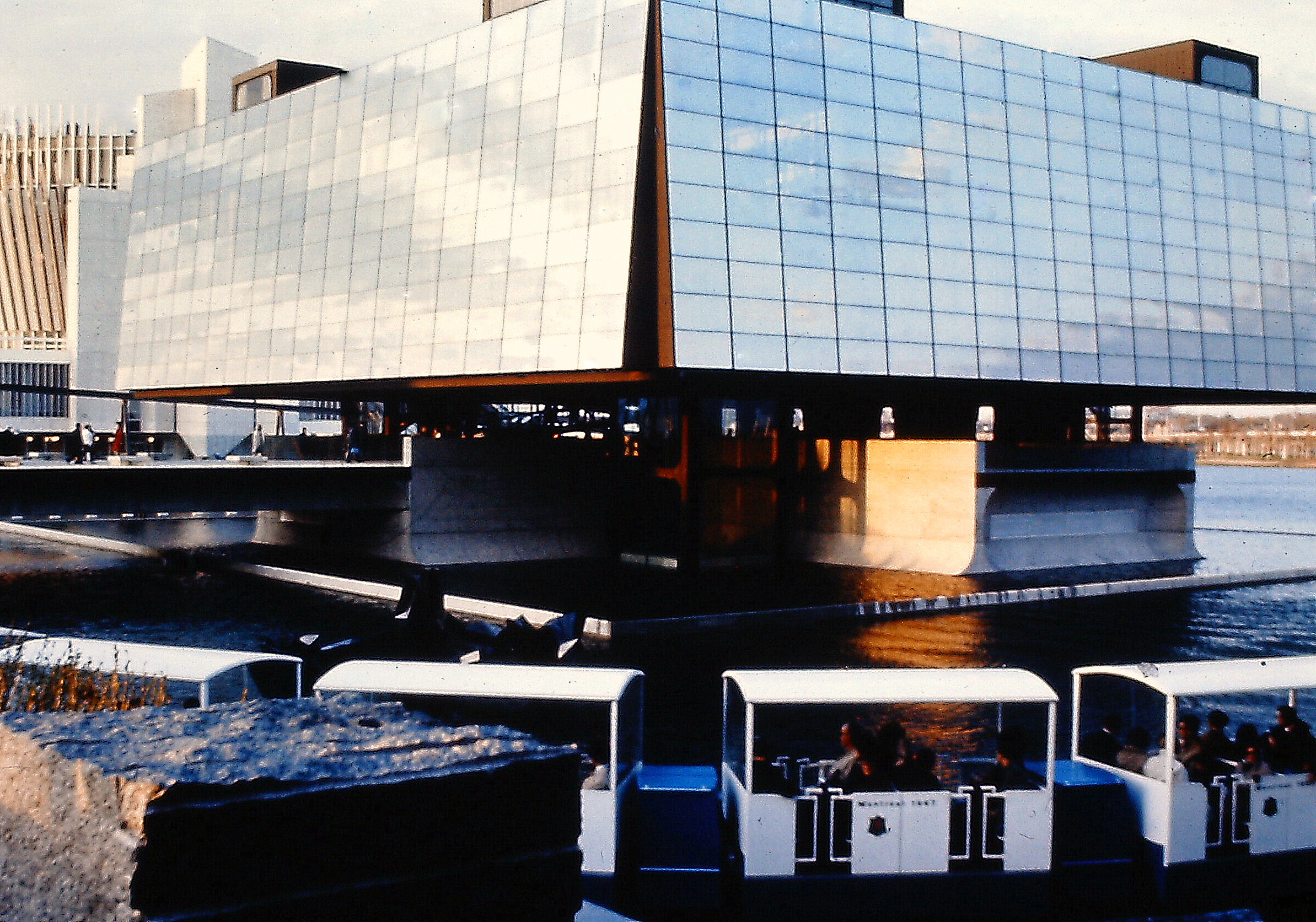
Pavillon du Québec

- Le Village olympique de Montréal, avec Roger D'Astous
- Le Pavillon du Québec à l'Expo 67 de Montréal
- Place Dupuis
- Les tours Frontenac

## Filmographie
Luc Durand Leaving Delhi, film documentaire de Etienne Desrosiers, Québec (Canada), 2019, 80 min, distribué au Canada par K-Films Amérique (VSD).